# Баптистерій Сен-Жан
Баптистерій Сен-Жан (фр. Baptistère Saint-Jean) — релігійна споруда у французькому місті Пуатьє. Вважається найстарішою з існуючих християнських споруд Франції. Визначний зразок архітектури епохи Меровінгів.

## Історія

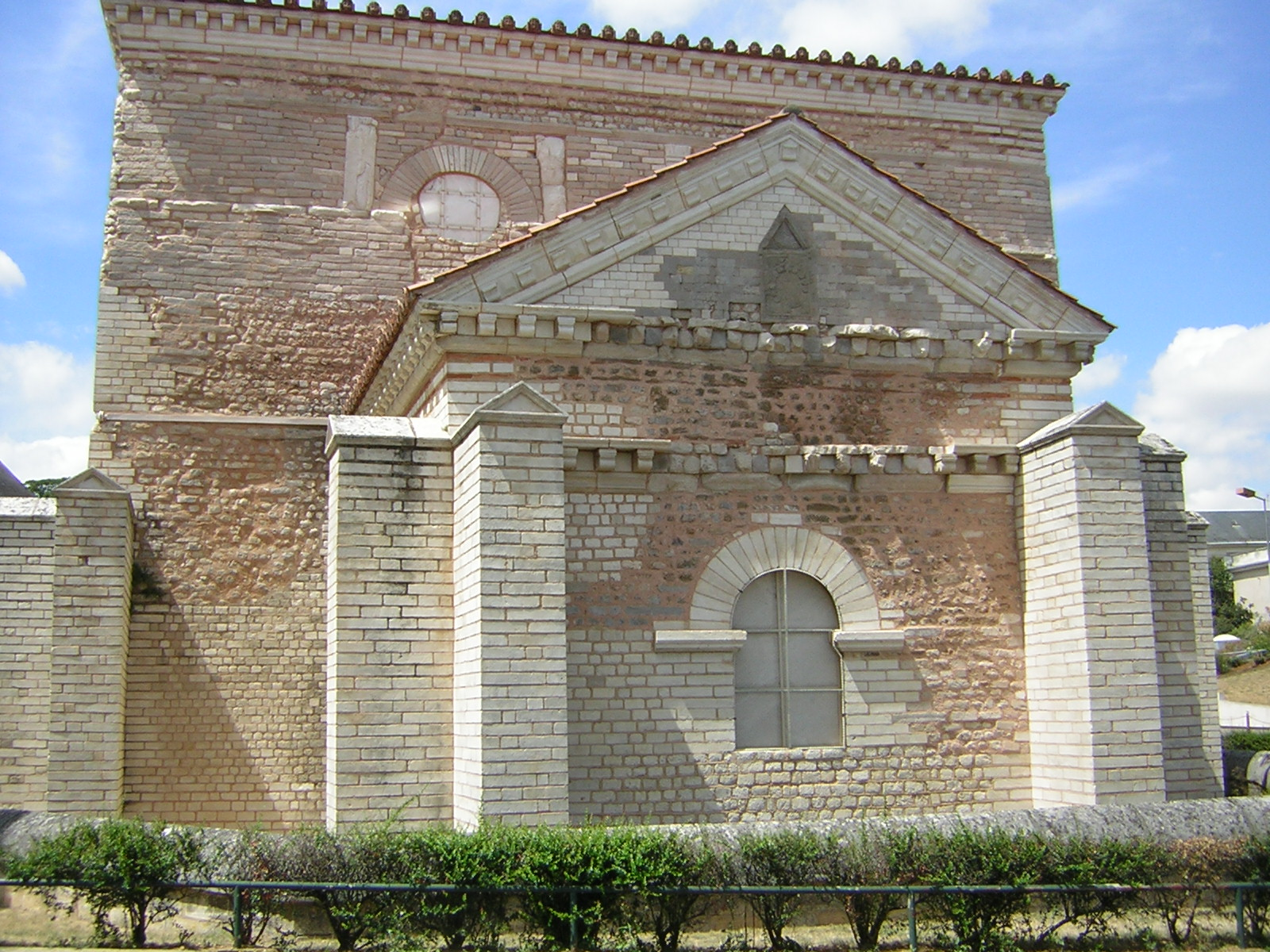
Північний фасад.

### Давньоримське походження
Серединна частина будівлі була споруджена до 360 року на фундаментах римських будівель, зруйнованих 276 року. Згодом це місце в Пуатьє стало кварталом Єпископів — неподалік мешкав Святий Іларій, а пізніше тут був заснований кафедральний собор Святого Петра. Первісна будівля зазнала чимало змін. У VI столітті тут з'явилася купіль для хрещення, оскільки в той час обряд хрещення проводився з повним зануренням.

### Раннє Середньовіччя
У V столітті, в період вторгнення вестготів, будівля зазнала істотних пошкоджень. Відновлення баптистерію почалося після перемоги короля франків Хлодвіга I над королем вестготів Аларихом II 507 року в битві при Вуйє, недалеко від Пуатьє. Було відновлено верхні частини стін святилища, додано три апсідіоли, що утворювали трансепт та апсиду, а також проведено декораційні роботи зовні та зсередини.

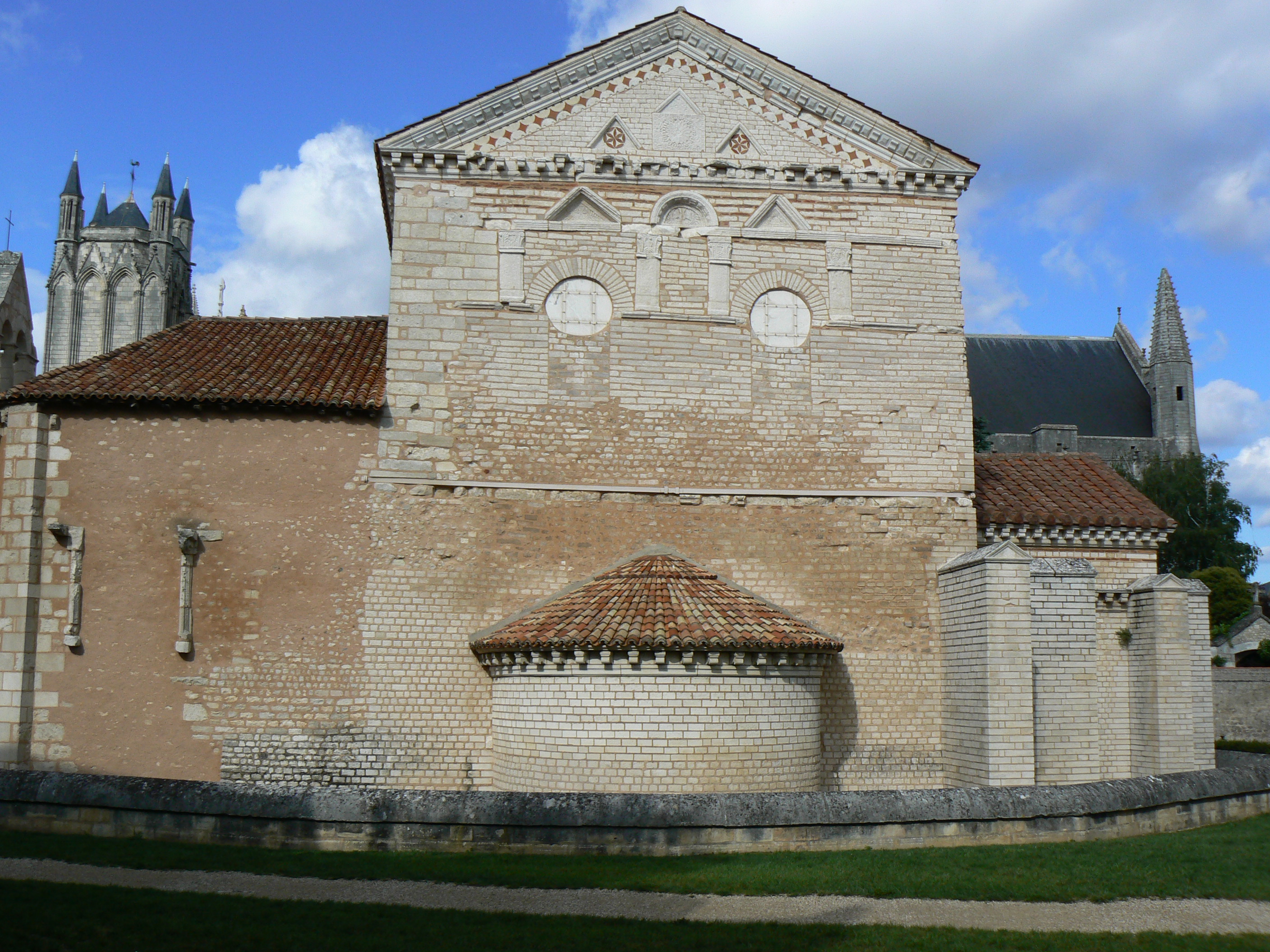
Південний фасад.

До X століття будівля була в ненайкращому стані, її перебудували та розширили. Дві невеликі ризниці було розібрано (вони використовувалися для підготовки оголошених обох статей), бічні апсідіоли на краях трансепта було перебудовано у вигляді апсид, а квадратний нартекс набув многокутної форми, що збереглася й досі. Приблизно в цей же час Католицька церква припинила практику хрещення з повним зануренням, басейн для хрещення був замурований, а замість нього з'явилася хрестильна чаша. Після цього баптистерій став парафіяльною церквою.

### Пізнє Середньовіччя
У період з XII по XIV століття церква була прикрашена фресками, й збереглися досьогодні. На них представлено Вознесіння Господнє, символічні павичі, вершники в балахонах, один з яких - римський імператор Костянтин, а також погруддя Діви Марії.

### Новий час

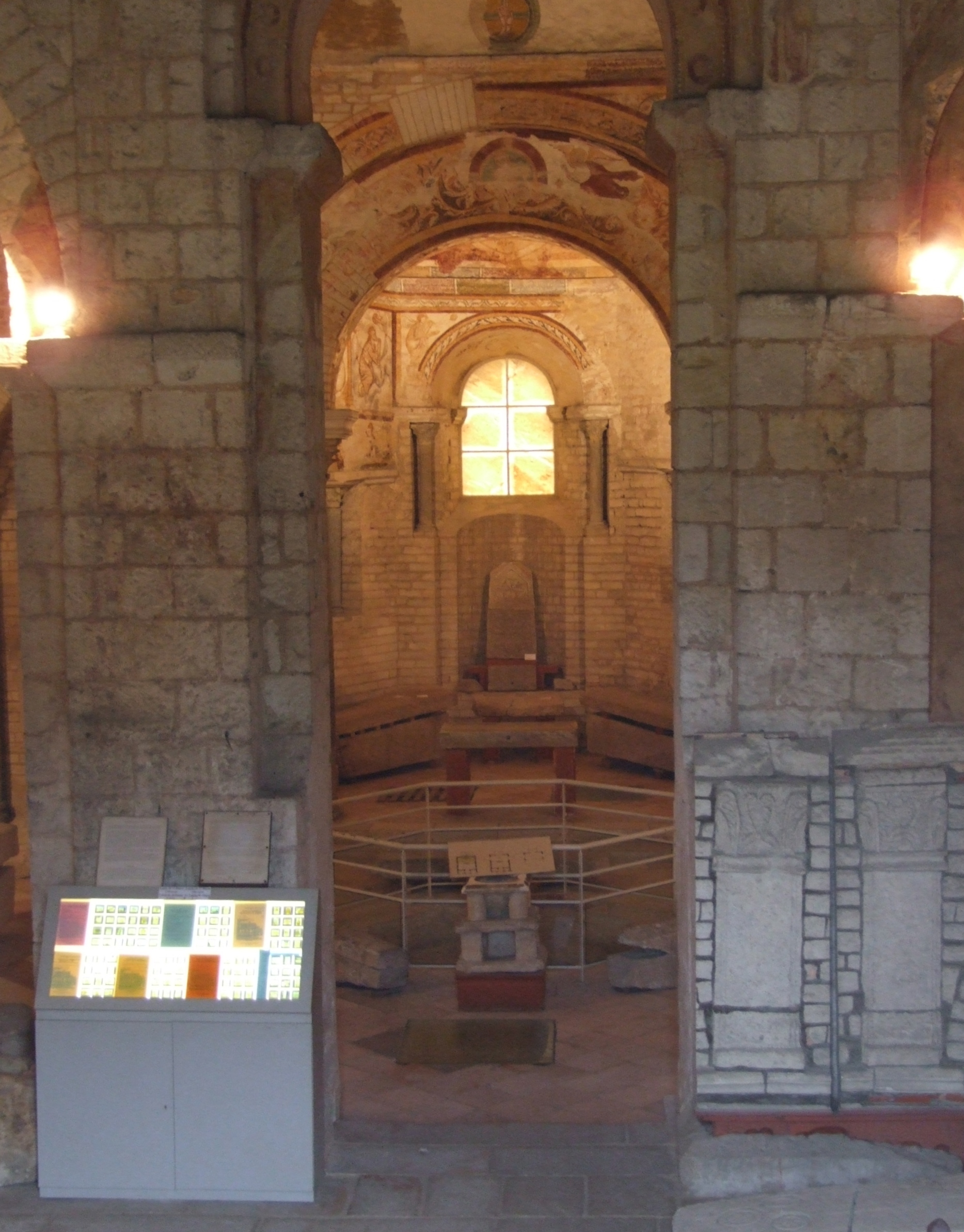
Внутрішній простір.

1791 року під час Французької революції будівлю було закрито й покинуто. Її конфіскували у церкви та продали як національну власність приватній особі, яке використовувало цю споруду як склад. Завдяки відкритій підписці будівлю було врятовано від руйнування та викуплено 1834 року. У середині XX століття в баптистерії було проведено реставраційні роботи.
Під час розкопок, проведених у XX столітті, був знайдений резервуар для хрещення, а також була встановлена точніша дата спорудження будівлі. Це уточнення терміну будівництва допомогло спростувати версію, що баптистерій спочатку був язичницьким храмом. Натомість, схоже, що споруда справді була побудована для хрещення, таїнство якого до цього відправляли в річці Клен, яка протікає за сто метрів від цього місця.
Незважаючи на руйнування, реконструкцій та інші зміни минулих століть, баптистерій зберіг свої первісні романські риси.
У наші дні в баптистерії влаштовано невеликий музей, де представлено чимало кам'яних саркофагів, які датуються V–VII століттями. Багато з них мають різьблене оформлення. Тут також представлені знайдені при розкопках фрагменти давньоримських колон, хрестильні чаші й інші кам'яні реліквії.